# Tamako Market
Tamako Market (たまこまーけっと, Tamako Māketto) est une série télévisée d’animation produite par le studio Kyoto Animation et réalisée par Naoko Yamada. Elle a été diffusée initialement du 10 janvier au 28 mars 2013 sur la chaîne Tokyo MX. Dans les pays francophones l’anime est édité par Kazé.
Un film d'animation est sorti en avril 2014, et de nombreux produits dérivés sont sortis au Japon.

## Synopsis
Tamako Kitashirakawa est l'aînée de la famille qui dirige la boutique de mochi Tama-ya dans le quartier commerçant de Usagiyama (うさぎ山商店街, Usagiyama Shōtengai). Un jour, Tamako rencontre un étrange oiseau qui parle, appelé Mochimazzwi, qui vient d'un pays lointain à la recherche d'une épouse pour le prince de son pays. Cependant, après avoir trop mangé de mochi est en surpoids, Dera finit par oublier pour quelle raison il est venu et profite un peu trop de l'hospitalité de Tamako.
La série suit la vie quotidienne de Tamako, ses amis, sa famille, ses voisins, et de cet oiseau très particulier.

## Personnages
Tamako Kitashirakawa (北白川 たまこ, Kitashirakawa Tamako)
Dera Mochimazzwi (デラ・モチマッヅィ)
Midori Tokiwa (常盤 みどり, Tokiwa Midori)
Kanna Makino (牧野 かんな, Makino Kanna)
Shiori Asagiri (朝霧 史織, Asagiri Shiori)
Mochizō Ōji (大路 もち蔵, Ōji Mochizō)
Choi Mochimazzwi (チョイ・モチマッヅィ)

## Anime

### Série télévisée
La production de Tamako Market a été annoncée en novembre 2012 pour une diffusion en janvier 2013. L'anime est réalisé par Naoko Yamada et scénarisé par Reiko Yoshida. Il a été diffusé du 10 janvier, au 28 mars 2013 sur Tokyo MX. Six coffrets DVD et Blu-ray sont sortis entre mars et août 2013 et contiennent des épisodes bonus,. La série était diffusée en simulcast sur KZPlay dans les pays francophones, et est licenciée par Sentai Filmworks en Amérique du Nord et par Anime on Demand au Royaume-Uni.

#### Liste des épisodes
| No      | Titre français                              | Titre japonais             | Titre japonais                     | Date de 1re diffusion |
| No      | Titre français                              | Kanji                      | Rōmaji                             | Date de 1re diffusion |
| ------- | ------------------------------------------- | -------------------------- | ---------------------------------- | --------------------- |
| 1       | C'est l'adorable fille du marchand de mochi | あの娘はかわいいもち屋の娘 | Ano Ko wa Kawaii Mochiya no Musume | 10 janvier 2013       |
| 2       | A la Saint Valentin, l'amour s'épanouit     | 恋の花咲くバレンタイン     | Koi no Hanasaku Barentain          | 17 janvier 2013       |
| 3       | Passion ardente pour une fille froide       | クールなあの子にあっちっち | Kūru na Ano Ko ni Atchitchi        | 24 janvier 2013       |
| 4       | Éclosion d'un petit amour                   | 小さな恋、咲いちゃった     | Chīsana Koi, Saichatta             | 31 janvier 2013       |
| 5       | On a passé la nuit ensemble                 | 一夜を共に過ごしたぜ       | Ichiya o Tomo ni Sugoshita ze      | 7 février 2013        |
| 6       | Ça m'a fait froid dans le dos               | 俺の背筋も凍ったぜ         | Ore no Sesuji mo Kōtta ze          | 14 février 2013       |
| 7       | Cette petite va se marier                   | あの子がお嫁に行っちゃった | Ano Ko ga Oyome ni Itchatta        | 21 février 2013       |
| 8       | Pas question qu'on m'appelle « Poulet »     | ニワトリだとは言わせねぇ   | Niwatori dato wa Iwasenē           | 28 février 2013       |
| 9       | Il fredonne des chansons d’amour, lui ?     | 歌っちゃうんだ、恋の歌     | Utatchaunda, Koi no Uta            | 7 mars 2013           |
| 10      | Une fleur éclora du bâton de cette petite   | あの子のバトンに花が咲く   | Ano Ko no Baton ni Hana ga Saku    | 14 mars 2013          |
| 11      | Non ? Cette petite serait la princesse ?    | まさかあの娘がプリンセス   | Masaka Ano Ko ga Purinsesu         | 21 mars 2013          |
| 12      | Une autre année s'est écoulée               | 今年もまた暮れてった       | Kotoshi mo Mata Kuretetta          | 28 mars 2013          |
| Bonus 1 | Dera's Bar 1                                | デラ's BAR 1               | Derazu Bā 1                        | 20 mars 2013          |
| Bonus 2 | Dera's Bar 2                                | デラ's BAR 2               | Derazu Bā 2                        | 17 avril 2013         |
| Bonus 3 | Dera's Bar 3                                | デラ's BAR 3               | Derazu Bā 3                        | 15 mai 2013           |
| Bonus 4 | Ochoko Choi-chan 1                          | おっちょこチョイちゃん 1   | Ochokko Choi-chan 1                | 19 juin 2013          |
| Bonus 5 | Ochoko Choi-chan 2                          | おっちょこチョイちゃん 2   | Ochokko Choi-chan 2                | 17 juillet 2013       |
| Bonus 6 | Ochoko Choi-chan 3                          | おっちょこチョイちゃん 3   | Ochokko Choi-chan 3                | 28 août 2013          |

### Film d'animation
Un nouveau projet animé a été annoncée en septembre 2013. Il s'agit d'un film d'animation intitulé Tamako Love Story (たまこラブストーリー). Il est sorti le 26 avril 2014 dans les cinémas japonais. Le Blu-ray est ensuite commercialisé le 10 octobre 2014 au Japon.

### Musique
| Début    | Début                                               | Début           | Fin            | Fin             | Fin             |
| Épisodes | Titre                                               | Artiste         | Épisodes       | Titre           | Artiste         |
| -------- | --------------------------------------------------- | --------------- | -------------- | --------------- | --------------- |
| 1 - 12   | Dramatic Market Ride (ドラマチックマーケットライド) | Aya Suzaki (en) | 1 - 8, 10 - 12 | Neguse (ねぐせ) | Aya Suzaki (en) |

| Début      | Début          | Fin                      | Fin             |
| Titre      | Artiste        | Titre                    | Artiste         |
| ---------- | -------------- | ------------------------ | --------------- |
| KOI NO UTA | Keiji Fujiwara | Principle (プリンシプル) | Aya Suzaki (en) |

### Doublage
| Personnages          | Personnages          | Voix japonaises |
| -------------------- | -------------------- | --------------- |
| Tamako Kitashirakawa | Tamako Kitashirakawa | Aya Suzaki      |
| Dera Mochimazzwi     | Dera Mochimazzwi     | Takumi Yamazaki |
| Midori Tokiwa        | Midori Tokiwa        | Yuki Kaneko     |
| Kanna Makino         | Kanna Makino         | Juri Nagatsuma  |
| Shiori Asagiri       | Shiori Asagiri       | Yurie Yamashita |
| Mochizō Ōji          | Mochizō Ōji          | Atsushi Tamaru  |
| Choi Mochimazzwi     | Choi Mochimazzwi     | Yuri Yamaoka    |

## Roman
Un roman est sorti le 8 avril 2013 au Japon.

### Note
1. ↑  L’anime a été diffusé le mercredi dans la case-horaire de 24h30, ce qui correspond techniquement au jeudi à 0h30.